# شیپتون، گلاسترشر

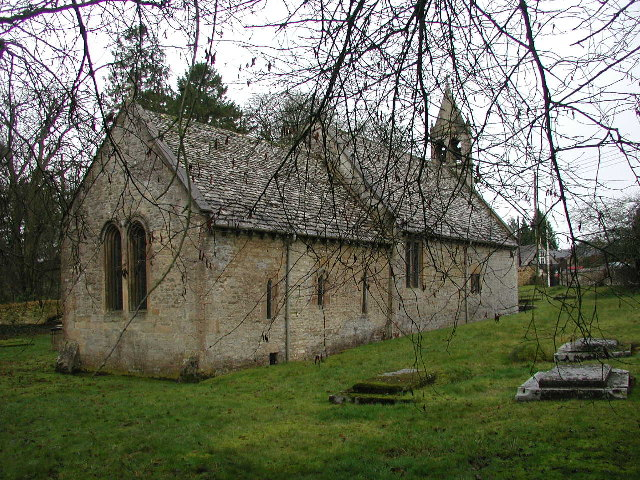

گلاسترشر (انگلیسی: Shipton, Gloucestershire) روستایی در چلتنهام، بریتانیا است.